# ماريمكو
ماريمكو (بالإنجليزية: Marimekko) هي شركة أثاث ومنسوجات وأزياء فنلندية مقرها في هلسنكي. قدمت مساهمات مهمة في الموضة في الستينيات. تشتهر بشكل خاص بالأقمشة المطبوعة ذات الألوان الزاهية والأساليب البسيطة المستخدمة في كل من الملابس النسائية والمفروشات المنزلية.
ابتكر اثنان من المصممين على وجه الخصوص، Vuokko Nurmesniemi، مع خطوط جريئة، و Maija Isola، مع مطبوعات مزهرة كبيرة بسيطة مثل Unikko الخشخاش، مئات الأنماط المميزة وساعدت في جعل ماريمكو اسمًا مألوفًا في جميع أنحاء العالم.
ماريمكو هي شركة مقرها في هلسنكي العاصمة الفنلندية قدمت اسهامات هامة للأزياء، وخاصة في الستينات والسبعينات. يشار إليها بشكل خاص لمنتجاتها المطبوعة زاهية الألوان وأساليبها بسيطة.
في عام 1985، بيعت الشركة لآمر أوهتوما. في بداية التسعينات، كانت ماريمكو في حالة مالية سيئة وعلى شفير الإفلاس. ومن ثم اشترت كيرستي بآكانن الشركة من آمر، التي نفذت أساليب عمل جديدة في الشركة وأنقذت ماريمكو. في عام 2005، تضاعف الإيرادات ماريمكو أربع مرات وارتفع صافي أرباحها 200 أضعاف. كيرستي بآكانن هي الرئيس التنفيذي الحالي لماريمكو وتمتلك 20 ٪ من الشركة عن طريق شركتها ووركأيديا. في عام 2007، أعلنت بآكانن أنها سوف ترفع يدها تدريجيا عن ملكية لصالح ميكا إيهمووتيلا، من سيكون الرئيس التنفيذي لشركة جديدة وأكبر مالك للشركة.

## علم أصول الكلمات
اعتبر الشريك المؤسس، أرمي راتيا، أن أرمي هو اسم الشركة، لكنها مسجلة بالفعل. كان اسمها الأوسط ماريا، واختصر إلى ماري ؛ اعتبر زوجها فيليجو أسماء مختلفة لملابس النساء. في بلدتها كويفيستو، سمعت أرمي أشخاصًا يتحدثون عن الفساتين (بالفنلندية: mekko)‏، وهكذا جاءت إلى اسم ماريمكو.

## التاريخ

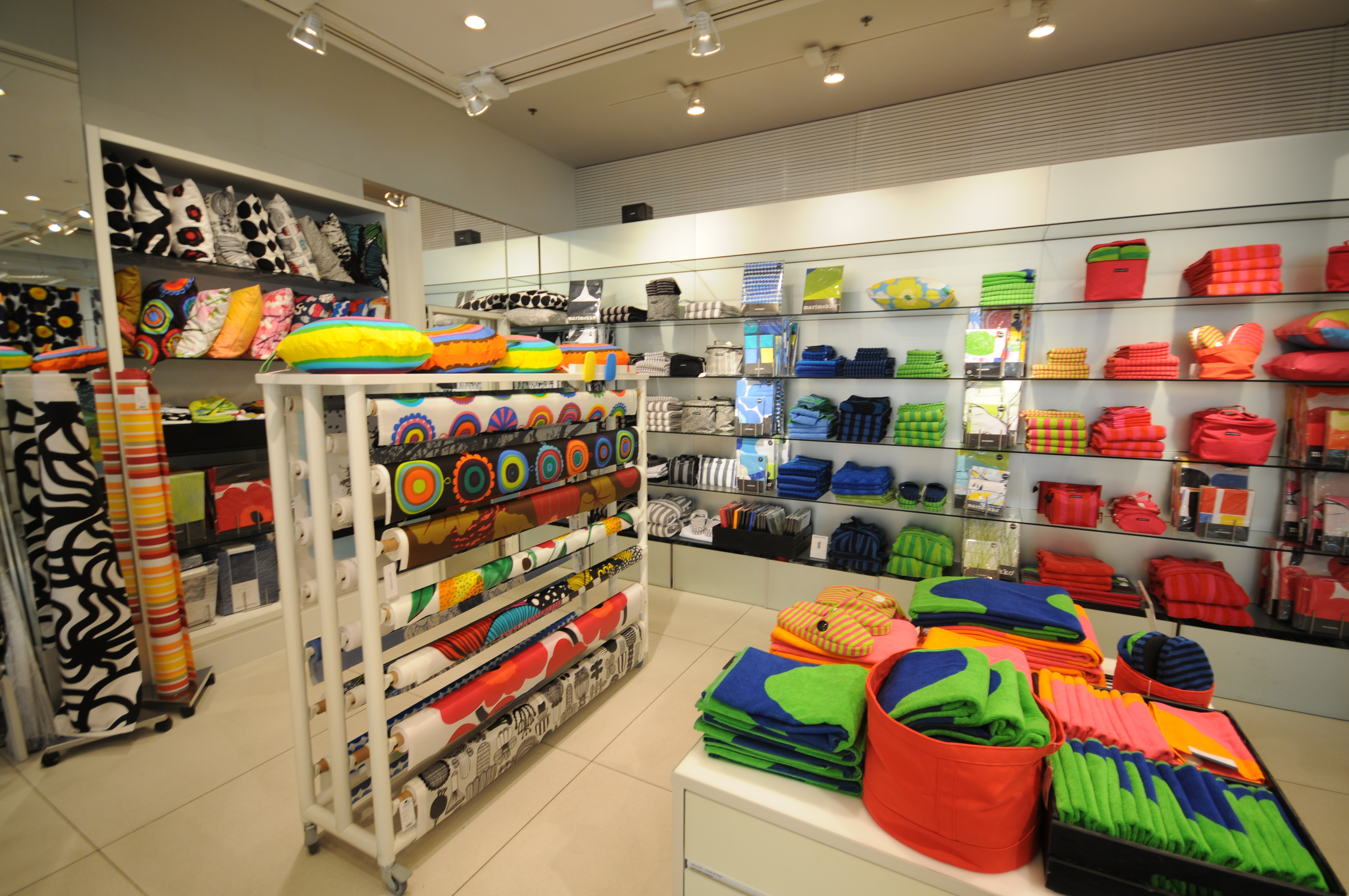
متجر ماريمكو في كامبي بهلسنكي

### مؤسسة

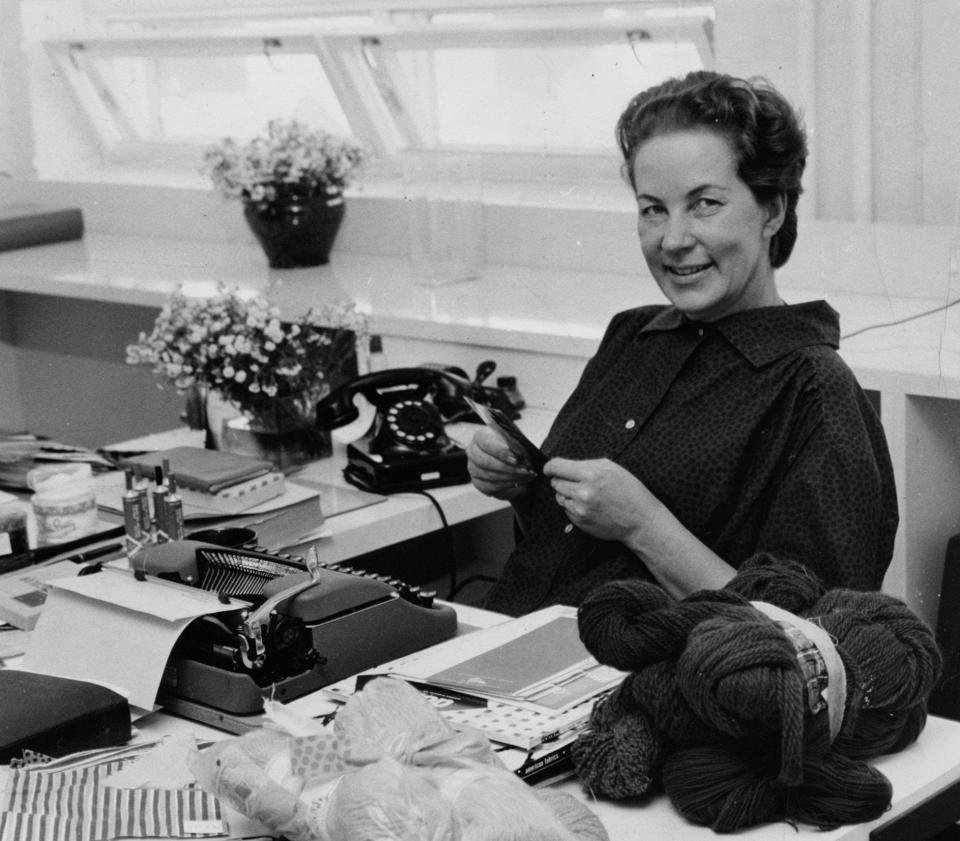
رجل الأعمال الفنلندي أرمي راتيا (1912-1979)، مؤسس ماريمكو.

تأسست ماريميكو في عام 1951 من قبل Viljo وأرمي راتيا، بعد فشل مشروع مصنع النفط من القماش وViljo وتحولت إلى مصنع الملابس. طلب أرمي من بعض أصدقاء الفنانين تطبيق تصميماتهم الرسومية على المنسوجات. لإظهار كيفية استخدام القماش، قامت الشركة بعد ذلك بتصميم وبيع مجموعة من الفساتين البسيطة باستخدام نسيجها. عندما دعا المصمم الصناعي الفنلندي الرائد Timo Sarpaneva الشركة لتقديم عرض أزياء (وإن تم إلغاؤه في وقت قصير) في 1957 Triennale في ميلانو، كان هذا اعترافًا مبكرًا بالموضة كفن صناعي ودور ماريمكو الرئيسي في هذه العملية. تم عرض الملابس في نهاية المطاف في متجر Rinascente الراقي المجاور من قبل مدير العرض جورجيو أرماني.

### تصميم رائد
حدد اثنان من المصممين الرائدين نغمة ماريمكو: Vuokko Nurmesniemi في الخمسينيات من القرن الماضي و Maija Isola في الستينيات.   صممت نورمسنييمي قميص جوكابويكا المخطط باللونين الأحمر والأبيض في عام 1956. صممت Isola نمط طباعة Unikko (الخشخاش) الأيقوني في عام 1964. أثرت أقمشة ماريمكو الجريئة وتصميمها المشرق والبسيط بشدة على ذوق أواخر القرن العشرين.  العديد من تصاميم ماريمكو المبكرة، بما في ذلك Isola's Unikko، لا تزال قيد الإنتاج في عام 2010.

### النمو التجاري
انتشر ماريمكو إلى أمريكا في الستينيات. تم تقديمه إلى الولايات المتحدة من قبل المهندس المعماري Benjamin C. Thompson، الذي عرضه في متاجر Design Research. اشتهروا في الولايات المتحدة من قبل جاكلين كينيدي، التي اشترت ثمانية فساتين من ماريمكو كانت ترتديها خلال الحملة الرئاسية لعام 1960 في الولايات المتحدة.
بحلول عام 1965، كان لدى الشركة أكثر من 400 موظف، وكانت الشركة في كل جانب من جوانب التصميم الجيد، من الأقمشة إلى الألعاب وأواني الطعام. حتى أن الشركة مجهزة بالكامل بمنازل صغيرة مع أثاث. في عام 1985، تم بيع الشركة إلى Amer-yhtymä. في أوائل التسعينيات، كان ماريميكو في وضع مالي سيئ وشارف على الإفلاس. تم شراؤها من عامر بواسطة Kirsti Paakkanen، التي أدخلت أساليب عمل جديدة في الشركة وساعدت في إحياء شعبيتها. 
في وقت لاحق من التسعينيات، حقق ماريمكو دعاية في المسلسل التلفزيوني الشهير Sex and the City . ارتدت الشخصية الرئيسية الخيالية للمسلسل، كاتبة عمود الجنس والعلاقة كاري برادشو، بيكيني ماريمكو في الموسم 2 ثم فستان ماريمكو. في الموسم 5 قدمت السلسلة مفارش المائدة مع مطبوعات ماريمكو. 
في عام 2005، تضاعفت عائدات ماريمكو أربع مرات منذ شراء Paakkanen، ونما صافي دخلها 200 ضعف. ظلت Paakkanen الرئيس التنفيذي لشركة ماريمكو وتمتلك 20 ٪ من الشركة من خلال أعمالها Workidea. في عام 2007، أعلنت Paakkanen أنها ستسلم ملكيتها تدريجياً إلى Mika Ihamuotila كرئيس تنفيذي وأكبر مالك للشركة. بحلول عام 2011، كان هناك 84 متجرًا في جميع أنحاء العالم.  منتجات ماريمكو (2017) صنعت في الصين والهند وتايلاند ودول أخرى. لا تزال الأقمشة تُطبع في مصنع النسيج ماريمكو في فنلندا.

## شعار
تم استخدام شعار ماريمكو منذ عام 1954. أراد Armi Ratia أن يكون الشعار بسيطًا وخالدًا. استخدم مصمم الجرافيك Helge Mether-Borgström نسخًا معدلة من حروف الآلة الكاتبة Olivetti الكلاسيكية لإنشاء الشعار.  

## مخطط ماريمكو
تم اعتماد اسم ماريمكو في الأعمال التجارية وصناعة الاستشارات الإدارية للإشارة إلى نوع معين من الرسم البياني الشريطي المعروف باسم مخطط الفسيفساء أو مخطط شريطي متناسب. في هذا المخطط، تكون جميع الأشرطة متساوية الارتفاع، ولا توجد مسافات بين الأشرطة، والأشرطة بدورها مقسمة إلى مقاطع بعرض مختلف. يشبه تصميم قطعة الأرض الفسيفسائية طباعة ماريميكو.  يشفر تصميم المخطط متغيرين (مثل النسبة المئوية للمبيعات وحصة السوق)، ولكن يتم انتقاده لأنه يجعل من الصعب إدراك البيانات ومقارنتها بصريًا. يحتوي ماريمكو على مخطط شقيق يسمى Bar Mekko حيث تكون الأشرطة ذات ارتفاع وعرض متغيرين.

## استقبال
كتبت سيندي بابسكي في صحيفة نيويورك تايمز أنه «لم يكن هناك أي شك بشأن ما ستقوله التسمية الداخلية. من الواضح أن الملابس والأقمشة، بتصميمها المذهل وبقع الألوان الجريئة، كانت من ماريمكو. لكن بالنسبة للأشخاص من جيل معين - أولئك الذين بلغوا سن الرشد في الستينيات - كانوا يمثلون أكثر من مجرد اسم علامة تجارية: لقد استحضروا صورة وعصرًا.» 
في عام 2007، كتبت هايدي أفيلان في صحيفة سيدسفينسكان السويدية أن ماريميكو لم يعد «بيانًا، تمامًا كما قلما تعبر القمصان ذات القمصان ذات الثائر تشي جيفارا أو الأوشحة الفلسطينية عن وعي سياسي. ماريميكو هي مناديل ورقية وأحذية مطاطية». كتبت أن ماريميكو «بدأ بقميص مخطط ملون، Jokapoika الذي صممه Vuokko Nurmesniemi في عام 1956»، والذي أصبح رمزًا للراديكالية الجديدة في الأوساط الأكاديمية.

## فهرس
- Aav، Marianne (2003). Marimekko: Fabrics, Fashion, Architecture. Yale University Press. ISBN:978-0-300-10183-6.
- Fogg، Marnie (2008). 1960s Fashion Print: A Sourcebook. Batsford. ISBN:978-0-7134-9054-1. (6 page-sized illustrations of Isola's prints) Google Books
- Isola، Kristina (2005). Maija Isola: Life, Art, Marimekko. Design Museo. ISBN:978-952-9878-42-0.
- Jackson، Lesley (2007). Twentieth Century Pattern Design. Princeton Architectural Press. ISBN:978-1-56898-712-5.

## روابط خارجية
- الموقع الرسمي